# Francisco de Miranda (Táchira)
Pour les articles homonymes, voir Francisco de Miranda (homonymie).
Francisco de Miranda est l'une des vingt-neuf municipalités de l'État de Táchira au Venezuela. Son chef-lieu est San José de Bolívar. En 2011, la population s'élève à 4 127 habitants.

## Géographie
Selon l'Institut national de statistique et contrairement à la plupart des municipalités du pays, la municipalité de Francisco de Miranda ne comporte aucune paroisse civile.